# Poberejjea, Tîsmenîțea
Poberejjea (în ucraineană Побережжя) este o comună în raionul Tîsmenîțea, regiunea Ivano-Frankivsk, Ucraina, formată numai din satul de reședință.

## Demografie
Componența lingvistică a comunei Poberejjea
     Ucraineană (98,97%)
     Alte limbi (0,72%)
Conform recensământului din 2001, majoritatea populației comunei Poberejjea era vorbitoare de ucraineană (98,97%), existând în minoritate și vorbitori de alte limbi.

## Literatură
- Диба Юрій.Джерела архітектури квадрифолія з с. Побережжя